# Иодковский, Эдмунд Феликсович
Иодковский Эдмунд Феликсович (6 августа 1932 года, Москва — 13 мая 1994 года, Москва) — советский поэт, прозаик, журналист, редактор.

## Биография
Отец — участник Великой Отечественной войны Феликс Иосифович Иодковский. Мама — Алевтина Митрофановна Калашникова, была главным инженером завода. Сам писал — «сын прораба и пианистки», родители были членами партии ещё с войны. Признавал у себя польские корни, дед поэта, Иосиф Юлианович, происходил из дворян Гродненской губернии, был сыном участника Польского восстания. Лишь один из его сыновей избрал гражданскую профессию. Инженера Витольда Иодковского арестовали в самом конце 1937-го, как раз на католическое Рождество. Расстреляли в марте 1938-го. Его братья, судя по всему, мечтали о морях-океанах. Гардемарин Эдмунд перед революцией был отправлен во Владивосток на крейсер «Орел», оказался на стороне белых. Эмигрировал в Польшу, там служил в военном флоте. В сентябре 1939-го попал в советский плен и расстрелян весной 1940-го.
Писать стихи начал ещё в школе, окончил школу с медалью. Студентом читал свои стихи Михаилу Светлову, от которого услышал: «В ваши годы, молодой человек, я писал хуже». В 1953 году окончил факультет журналистики МГУ. По окончании работал в газете «Алтайская правда». В 1957 году вернулся в Москву.
В 1959 году был приглашён С. С. Смирновым в «Литературную газету», организовывавшим отдел юмора и сатиры. Писал под псевдонимом Калашников.
В 1960—1980 гг. руководил литературными объединениями (при газете «Знамя строителя», «Зелёный огонёк», при ДК «Новатор», затем — неофициальными, затем — сад «Эрмитаж»).
Член Союза писателей СССР.
С 1991 по 1994 год был главным редактором им же учреждённой газеты «Литературные новости».
Автор слов популярных патриотических песен, в том числе «Едем мы, друзья» («Партия велела — Комсомол ответил „Есть!“»), «Величавая Ангара». При жизни опубликовал один сборник
стихов «Капля звезды» (Стихи. — М., Советский писатель, 1991. — 128 с.)).
Погиб в результате несчастного случая — поздним вечером был сбит автомашиной рядом со своим домом, на улице Паперника.
Похоронен на Игнатовском кладбище (Московская обл., Дмитровский район, Икша, поселок Игнатово).

## Общественная позиция
Подписал «Письмо сорока двух» (1993)

## Личная жизнь
Был шесть раз женат. Первая жена — Тамара Громова
На третьем году супружества
я, именуемый мужем,
не нахожу в себе мужества
лелеять одну и ту же.

## Оценки коллег
Работа и борьба были формой его отношения к окружающей действительности, смыслом его пребывания в нашем несовершенном мире, который он неистово, по-шестидесятнически мечтал и пытался усовершенствовать— Игорь Дудинский. 

## Анекдоты
- Однажды композитор Никита Богословский, желая «поддеть» Иодковского, назвал его «КАЛашниковым» (Иодковский писал фельетоны под псевдонимом Калашников) и услышал в ответ богОСЛОВСКИЙ[12].

- В середине 1960-х годов Иодковский участвовал в конкурсе на телекомментатора. Вопросы были, в основном, на быстроту реакции:

 — О чём бы спросили вы Шекспира при встрече?
 — Правда ли, что вы сами написали свои пьесы?
 — А Софронова?
 — То же самое…